# Mohammad Rahim Khushnawaz
Pour les articles homonymes, voir Rahim.
Ustad Mohammad Rahim Khushnawaz (1943 - ) est un musicien afghan joueur de rabâb, le luth principal de la musique afghane.
Il est originaire d'une famille de musiciens de Hérat ; son père Amir Jan-e Khushnawaz reçut son apprentissage musical à Kaboul. Deux de ses frères et son fils sont aussi des musiciens.
Il joue d'un style proche de la musique hindoustanie, avec les pièces instrumentales naghma-ye klasik ("instrumental classique" qui est une forme d'alâp et gat)) et naghma-ye Kashal (« instrumental étendu ») accompagné aux tablâ. Sa technique de parandkari se retrouve aussi dans l'accompagnement des ghazals chantés dans le style de Kaboul par ustad Amir Mohammad par exemple.
La ville d'Hérat étant proche de l'Iran, Khushnawaz s'est fait une spécialité d'adapter les intervalles de la musique iranienne au rabâb en y ajoutant des frettes intermédiaires. À la suite de la guerre depuis 1979, il vit en exil à Mashhad, en Iran. 

## Discographie
- Le rubâb de hérat, (1974)
- Afghanistan : Rubâb and Dutar,